# Casa do Capitão do Donatário de Angra
Casa do Capitão do Donatário de Angra, também conhecida por Casa dos Capitães Donatários, Casa dos Corte-Reais ou Casas do Marquês, é uma casa solarenga localizada na parte alta da Rua do Marquês, na cidade de Angra do Heroísmo, a meio caminho entre a base do Alto da Memória, onde existiu o Castelo dos Moinhos (ou Castelo de São Luís), a primitiva fortaleza de defesa da então vila de Angra, e o porto da cidade. O imóvel é um notável edifício histórico, que remonta aos primitivos tempos do povoamento da ilha Terceira, com a primeira edificação datada do século XV. O alpendrado da porta principal e uma parte das paredes voltadas a sul serão de fins do século XV ou primeiro quartel do século XVI, conclusão que resulta de se encontrarem originalmente encimadas por ameias. O edifício apresenta múltiplas alterações e acrescentos introduzidos nos séculos XVII, XVIII e princípios do século XX.